# Chrysosplenium echinus
Chrysosplenium echinus är en stenbräckeväxtart som beskrevs av Carl Maximowicz. Chrysosplenium echinus ingår i släktet gullpudror, och familjen stenbräckeväxter. Inga underarter finns listade i Catalogue of Life.